# Hautot-sur-Mer
Hautot-sur-Mer là một xã thuộc tỉnh Seine-Maritime trong vùng Normandie miền bắc nước Pháp.

### Huy hiệu
| Arms of Hautot-sur-Mer | The arms of Hautot-sur-Mer are blazoned: Vert, a chief argent, overall a lion Or. |

## Dân số
| Năm | 1962 | 1968 | 1975 | 1982 | 1990 | 1999 | 2006 |
| --- | ---- | ---- | ---- | ---- | ---- | ---- | ---- |
| Dân số | 1639 | 1657 | 1912 | 1982 | 2211 | 2120 | 2076 |
| From the year 1962 on: No double counting—residents of multiple communes (e.g. students and military personnel) are counted only once. |      |      |      |      |      |      |      |